# Ministero della giustizia (Albania)
Il Ministero della giustizia (in albanese: Ministria e Drejtësisë) è un dicastero del Governo albanese, responsabile dell'attuazione della politica sulla giustizia, del sistema giuridico albanese nella Costituzione e del diritto amministrativo generale, del diritto civile, del diritto processuale e del diritto penale, nonché delle questioni relative alle questioni democratiche, ai diritti umani, alle questioni relative all'integrazione e alle minoranze e agli affari metropolitani.
L'attuale ministro della giustizia (in albanese: Ministrja e Drejtësisë) è Ulsi Manja.

## Storia
Il Ministero della Giustizia fu uno dei ministeri originari creati in seguito all'indipendenza dell'Albania nel 1912.
Dal 1968 al 1989, il ministero fu chiuso. Ha riaperto come parte di una serie di riforme durante la caduta del comunismo in Albania. 

## Istituzioni subordinate
- Agenzia per la sorveglianza fallimentare
- Agenzia per la gestione immobiliare
- Patrocinio di Stato
- Direzione generale delle carceri
- Direzione per l'applicazione generale
- Istituto di medicina legale
- Comitato per l'adozione albanese
- Centro per le pubblicazioni ufficiali
- Servizio per la libertà vigilata
- Ufficio centrale per la registrazione dei beni immobili
- Commissione per gli aiuti di Stato